# Mycomya bicolor
Mycomya bicolor är en tvåvingeart som först beskrevs av Dziedzicki 1885.  Mycomya bicolor ingår i släktet Mycomya och familjen svampmyggor. Arten är reproducerande i Sverige. Inga underarter finns listade i Catalogue of Life.